# ANAクラウンプラザホテル松山
ANAクラウンプラザホテル松山（エーエヌエークラウンプラザホテルまつやま、英: ANA Crowne Praza Matsuyama）は、愛媛県松山市一番町にあるホテルである。伊予鉄グループの関連会社である松山総合開発株式会社（まつやまそうごうかいはつ）が運営しており、インターコンチネンタルホテルズグループ (IHG)に加盟している。

## 概要
1978年4月、土地を所有していた親和観光産業が中心となり設立。
1979年11月18日に「松山全日空ホテル」として開業。施設は本館（地上14階・地下3階）、南館（地上5階・地下2階）、ANNEX（地上9階・地下1階）で構成されている。2006年に本館客室が全面リニューアルされた。
愛媛県松山市の大街道に立地しており、周辺には松山中央商店街や松山三越といった商業施設や愛媛県庁舎などの官公庁が立地している。ホテルにはショッピングセンター「AVA」が併設されている。
2002年、資本金の増減資があり、伊予鉄道（現・伊予鉄グループ）が親和観光産業とともに筆頭株主となる。
全日空ホテルは順次インターコンチネンタルホテルズグループとの共同ブランドにリブランドされており、札幌全日空ホテルが「ANAクラウンプラザホテル札幌」にリブランドした2017年12月1日以降は唯一の「全日空ホテル」ブランドとなっていたが、2018年11月1日に｢ANAクラウンプラザホテル松山｣としてリブランドされ、ここに「全日空ホテル」のブランドは消滅した。

## 館内施設
- 客室数 - 330室
- レストラン
  - 1階 - ティーラウンジ
  - 6階 - 日本料理『雲海』・中国料理『桃園』
  - 14階 - 鉄板焼『石鎚』 ・バー『スカイラウンジ』
- 宴会場 - 本館9室・南館4室

## AVA
松山全日空ホテルに併設した商業施設として1979年に開業 。2008年に近くのファッションビル「ラフォーレ原宿・松山」が閉店して以降は、松山市中心部の高感度のショッピングモールとして若年層を中心に支持を集めている。

### 地下1階
- SLY（婦人服）
- Moussy（婦人服）
- VORTEX（フィットネスクラブ）
- ミュゼプラチナム（美容脱毛サロン）

### 1階
- ザ ブティック ナイツブリッジ（紳士・婦人服）
- K&K collection（紳士・婦人服・雑貨）
- IL BISONTE SHOP（バッグ・革小物）
- ABISTE（アクセサリー・時計・バッグ・小物）
- marimekko（インテリア・雑貨・衣類）
- エンポリオ・アルマーニ（紳士・婦人服）
- ひめくら（工芸品・雑貨・食品）

### 2階
- T.エルメス（婦人服）
- ラ・バガジェリー（バッグ・婦人服・シューズ・アクセサリー）
- BEAMS（紳士・婦人服・雑貨）
- DIESEL（紳士・婦人服・雑貨）
- Spick and Span（婦人服・雑貨）

### 3階
- SINACOVA（マリンカジュアル）
- Refre（ハンドリラクゼーションショップ）
- BEAUTY&YOUTH UNITED ARROWS（紳士・婦人服・雑貨）
- JOURNAL STANDARD（紳士・婦人服・雑貨）
- ギャラリーエクラン（ジュエリー・アクセサリー・紳士服・婦人服）
- THE NORTH FACE +（アウトドアウェア・グッズ・シューズ）
- ERDOS（婦人服・雑貨）

## 周辺
- 松山三越
- 大街道商店街

## アクセス
- 伊予鉄道城南線大街道停留場
- 大街道バスターミナル